# États généraux de 1321
Des états généraux du royaume de France auraient eu lieu en 1321 à Poitiers sous le règne de Philippe V le Long,, concernent les poids, mesures et monnaies,.

## Nature contestée
La nature de l'assemblée qui s'est tenue est contestée : « Il est incertain si [les assemblées] de 1317, 1321, 1329 et 1343 furent des assemblées particulières de notables ou des États-Généraux. ».